# NGC 5910
NGC 5910 est une vaste et lointaine galaxie elliptique située dans la constellation du Serpent. Sa vitesse par rapport au fond diffus cosmologique est de 12 226 ± 11 km/s, ce qui correspond à une distance de Hubble de 181 ± 13 Mpc (∼590 millions d'al). NGC 5910 a été découverte par l'astronome germano-britannique William Herschel en 1785.
NGC 5910 est la principale galaxie du Groupe compact de Hickson 74. Ce groupe comprend quatre autres galaxies.

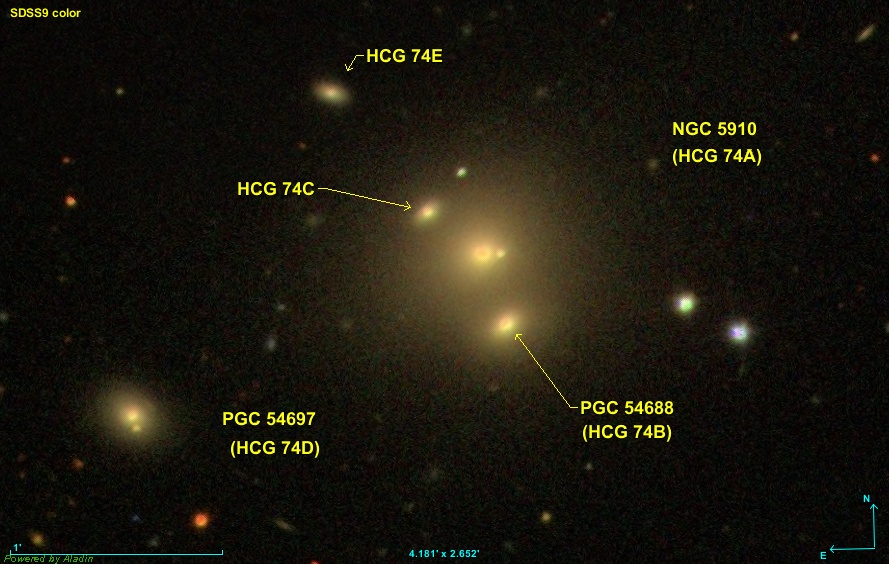
Les cinq galaxies du groupe compact de Hickson 74.

Avec la requête NGC 5910, la base de données NASA/IPAC indique un système triple et retourne les données du système. Pour obtenir les données de NGC 5910, il faut utiliser la requête HCG 74A.

## Supernova
La supernova SN 2002ec a été découverte dans NGC 5910 le 23 juillet 2002 par les astronomes Beutler et Li dans le cadre du programme conjoint LOTOSS/KAIT de l'observatoire Lick et The Katzman Automatic Imaging Telescope de l'université de Californie à Berkeley. Cette supernova était de type Ia.